# Fruitcake
Fruitcake (estilizado en minúsculas; en español: «Pastel de fruta») es el cuarto extended play (EP) y primer álbum navideño de la cantante estadounidense Sabrina Carpenter. Fue lanzado por Island Records el 17 de noviembre de 2023. Fue producido por Julian Bunetta y John Ryan.

## Antecedentes y lanzamiento
La canción «Nonsense» de Carpenter tuvo un remix navideño en diciembre de 2022, llamado «A Nonsense Christmas».
El 8 de noviembre de 2023, un año después, Carpenter hizo un anuncio sobre su primer EP de temática navideña y compartió la lista de canciones a través de una publicación en las redes sociales. El EP incluiría una versión del clásico navideño de Irving Berlin «White Christmas» además de varias canciones nuevas, entre ellas «A Nonsense Christmas». El anuncio se hizo en su página web, con un diseño similar al de su álbum Emails I Can't Send (2022).

## Recepción crítica
Tras su publicación, el EP fue bien recibido por la crítica. Carpenter recibió elogios de Alex Hopper, de American Songwriter, por componer canciones originales y no limitarse a utilizar villancicos de las tradiciones navideñas. El disco, según Amy Britton, de The Indiependent, es «un dulce festín musical azucarado» que consigue mantener la identidad de la artista a pesar de estar repleto de «los estereotipos habituales de las canciones navideñas». La voz de Carpenter y la producción de la canción fueron elogiadas por Naisha Roy para el Washington Square News. Describió la canción como «dulce, ácida y un poco chiflada» y dijo que «puede disfrutarse durante todo el año a pesar de su abierta referencia navideña».

## Lista de canciones
| Fruitcake track listing |                                    |             |          |  |
| N.º                     | Título                             | Producer(s) | Duración |  |
| 1.                      | «A Nonsense Christmas»             | Bunetta     | 2:33     |  |
| 2.                      | «Buy Me Presents»                  | Ryan        | 2:57     |  |
| 3.                      | «Santa Doesn't Know You Like I Do» | Bunetta     | 3:09     |  |
| 4.                      | «Cindy Lou Who»                    | Ryan        | 2:01     |  |
| 5.                      | «Is It New Years Yet?»             | Ryan        | 2:38     |  |
| 6.                      | «White Xmas»                       | Ryan        | 2:26     |  |
| 15:46                   |                                    |             |          |  |

## Posicionamiento en listas
| Lista (2023)                     | Mejor posición |
| -------------------------------- | -------------- |
| Estados Unidos (Billboard 200)   | 10             |
| Reino Unido (UK Album Downloads) | 63             |

## Historial de lanzamiento
| Región | Fecha                   | Formato(s)                          | Discográfica |
| ------ | ----------------------- | ----------------------------------- | ------------ |
| Varios | 17 de noviembre de 2023 | Descarga de música streaming vinilo | Island       |